# Margarita Zavalía Bunge
Margarita Zavalía Bunge fue una tenista argentina nacida en la provincia de Tucumán que llegó a ser la número 1 de su país en 1958 y estuvo entre las mejores diez tenistas argentinas también en 1956, 1957, 1959, 1960, 1963, 1972 y 1973.
Participó en los Juegos Panamericanos de 1959.
Fue dos veces campeona y una vez subcampeona del Campeonato Argentino de Tenis organizado por el Tenis Club Argentino
- En 1959 derrotó en la final a Nora Somoza por 6-4 y 6-2.[4]

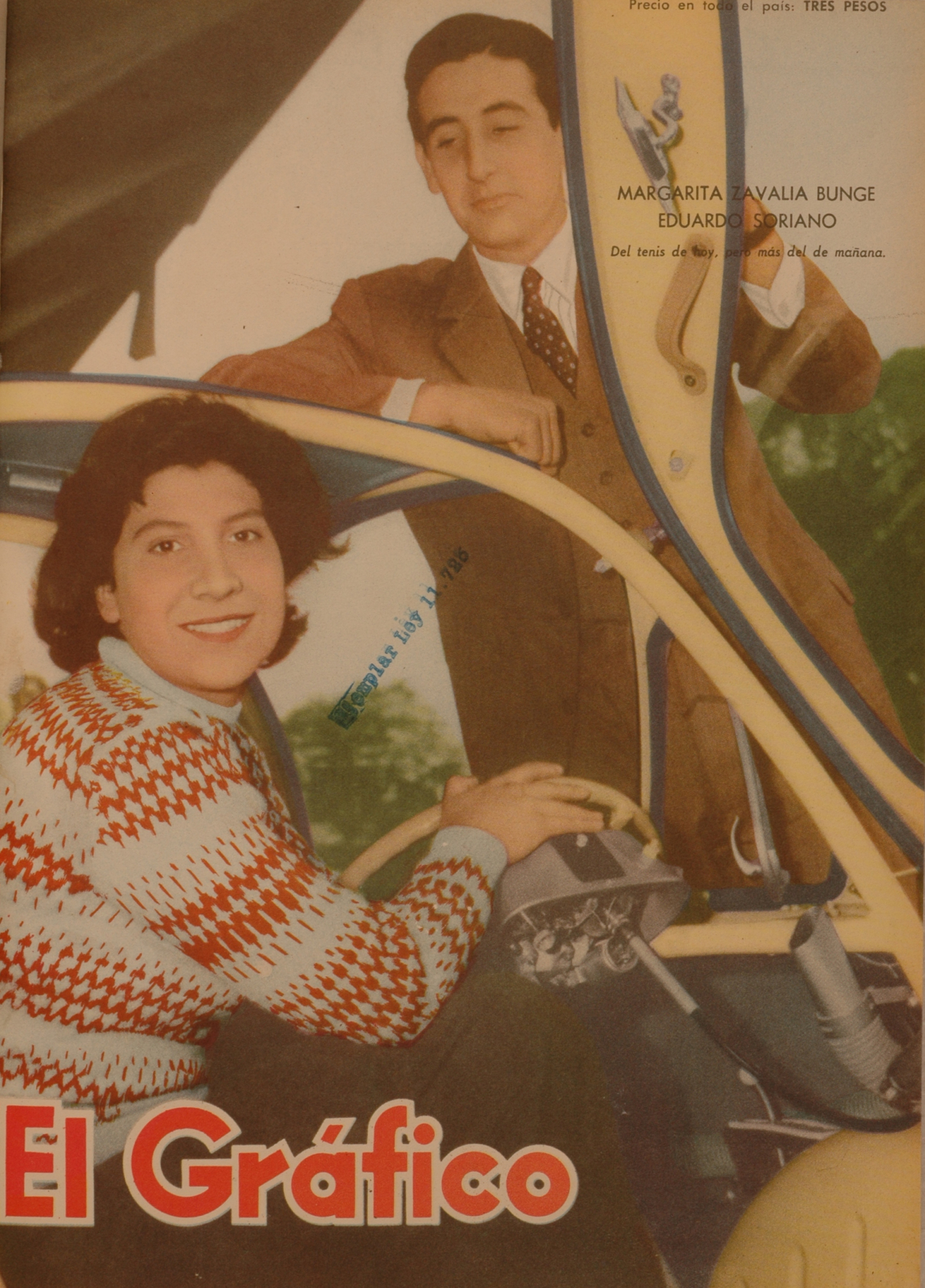
Margarita Zavalía Bunge y Eduardo Soriano en la tapa de la revista Caras y Caretas del 26 de septiembre de 1958. Edición 2037.

- En 1960 derrotó en la final a Norma Baylon (w.o.).[4]
- En 1963 fue derrotada en la final por Nora Bonifacino de Somoza.[4]

También ganó en una oportunidad el Campeonato del Río de la Plata en individuales.
- En 1960 derrotó en la final a Mabel Bove por 3-6, 7-5 y 6-1.[5]

En el mismo torneo, fue campeona una vez y subcampeona dos veces en dobles de damas.
- En 1956, junto a Mabel Bove, fue derrotada por Graciela Lombardi y June Hanson por 6-4, 0-6 y 6-3.[6]
- En 1972, junto a Inés Roget, fue derrotada por Mabel Vrancovich y Marta Fernández Ruiz de Galli por 6-2 y 6-1.[6]
- En 1973, junto a Beatriz Araujo, derrotó a Graciela Morán y Adriana Villagrán por 6-4 y 6-4.[6]

Asimismo, fue tres veces campeona del mismo torneo en dobles mixtos.
- En 1958, junto a Horacio Billoch Caride, derrotó a Graciela Lombardi y José E. Mandarino (BRA) w.o.[6]
- En 1972, junto a Oscar Escribano, derrotó a Mabel Bove y Eduardo Soriano por 6-2 y 6-2.[6]
- En 1973, junto a Lorenzo Soriano, derrotó a Susana Villaverde y Gerardo Miceli por 7-5 y 6-2.[6]